# Abu Sa'id Uthman II
Abu Sa'id Uthman II, född 1276, död 1331, var regerande sultan av Marocko mellan 1310 och 1331. Han tillhörde marinidernas dynasti.